# Marianela (telenovela)
Marianela es una telenovela mexicana de la década de los 60 en el año 1961. Estuvo protagonizada por Magda Guzmán en el rol principal de "Marianela". La telenovela es una producción en blanco y negro de Ernesto Alonso, y está basada en la obra homónima de Benito Pérez Galdós.

## Trama
Marianela, conocida como Nela, es una joven pobre que tiene su rostro desfigurado, ella se enamora de Pablo, un joven ciego al que ella le sirve de lazarillo y que la cree hermosa. Cuando llega un doctor estadounidense quien le propone operarlo de los ojos, Pablo le promete a Marianela casarse con ella, pero ella está preocupada por que Pablo la vea derrapada y fea.

## Reparto
- Magda Guzmán
- Narciso Busquets
- Sergio Jurado
- Aurora Molina
- Alicia Rodríguez
- Celia Manzano
- Eduardo Alcaraz

## Equipo de producción
- Historia Original: Benito Pérez Galdós
- Escritor: Jesús Calzada
- Edición Literaria: Dolores Ortega
- Versión: Valeria Philips
- Director de Cámaras: Marco Flavio Cruz
- Director de Escena: Marco Flavio Cruz
- Jefe de Producción: Adriana Arroyo y Juan Carlos López
- Productor Ejecutivo: Ernesto Alonso

## Versiones
- Televisa realizó en el año 1988 un remake de esta telenovela titulado Flor y canela bajo la producción de Eugenio Cobo y protagonizada por Mariana Garza luego cambiada por Daniela Leites en el rol de Marianela consecutivamente y Ernesto Laguardia en el rol del ciego Pablo.